# STS-119
STS-119 — космический полёт MTKK «Дискавери» по программе «Спейс Шаттл». Продолжение сборки Международной космической станции. 28-й полёт шаттла к МКС.

## Экипаж
- Ли Аршамбо (2)[1] — командир экипажа;
- Тони Антонелли (1) — пилот;
- Джон Филлипс (англ.  John Phillips) (3) — специалист полёта
- Стив Свэнсон (2) — специалист полёта
- Джозеф Акаба (1) — специалист полёта - преподаватель
- Ричард Арнольд (1) — специалист полёта

### Экипаж МКС-18 (старт)
- Коити Ваката (3) — бортинженер

### Экипаж МКС-18 (посадка)
- Сандра Магнус (2) — бортинженер

В экипаже «Дискавери» — три новичка космических полётов: Тони Антонелли, Джозеф Акаба и Ричард Арнольд.

## Выходы в открытый космос
Первоначально во время миссии STS-119 планировалось четыре выхода в открытый космос. Но, из-за задержек старта «Дискавери», пришлось сократить время полёта шаттла и оставить в плане только три выхода в открытый космос.
- Выход 1 —  Свэнсон и Арнольд
- Цель: Монтаж сегмента S6 ферменной конструкции
- Начало: 19 марта 2009 — 17:16 UTC
- Окончание: 19 марта — 23:24 UTC
- Продолжительность: 6 часов 7 минут

Это 121-й выход в космос связанный с МКС, 3-й выход в космос Стива Свэнсона и 1-й выход Ричарда Арнольда.
- Выход 2 —  Свэнсон и Акаба
- Цель:
- Начало: 21 марта 2009 — 15:43 UTC
- Окончание: 21 марта — 22:13 UTC
- Продолжительность: 6 часов 30 минут

Это 122-й выход в космос связанный с МКС, 4-й выход в космос Стива Свэнсона и 1-й выход Джозефа Акаба.
- Выход 3 —  Акаба и Арнольд
- Цель:
- Начало: 23 марта 2009 — 15:37 UTC
- Окончание: 23 марта — 22:04 UTC
- Продолжительность: 6 часов 27 минут

Это 123-й выход в космос связанный с МКС, 2-й выход в космос Джозефа Акаба и 2-й выход Ричарда Арнольда.

## Цель

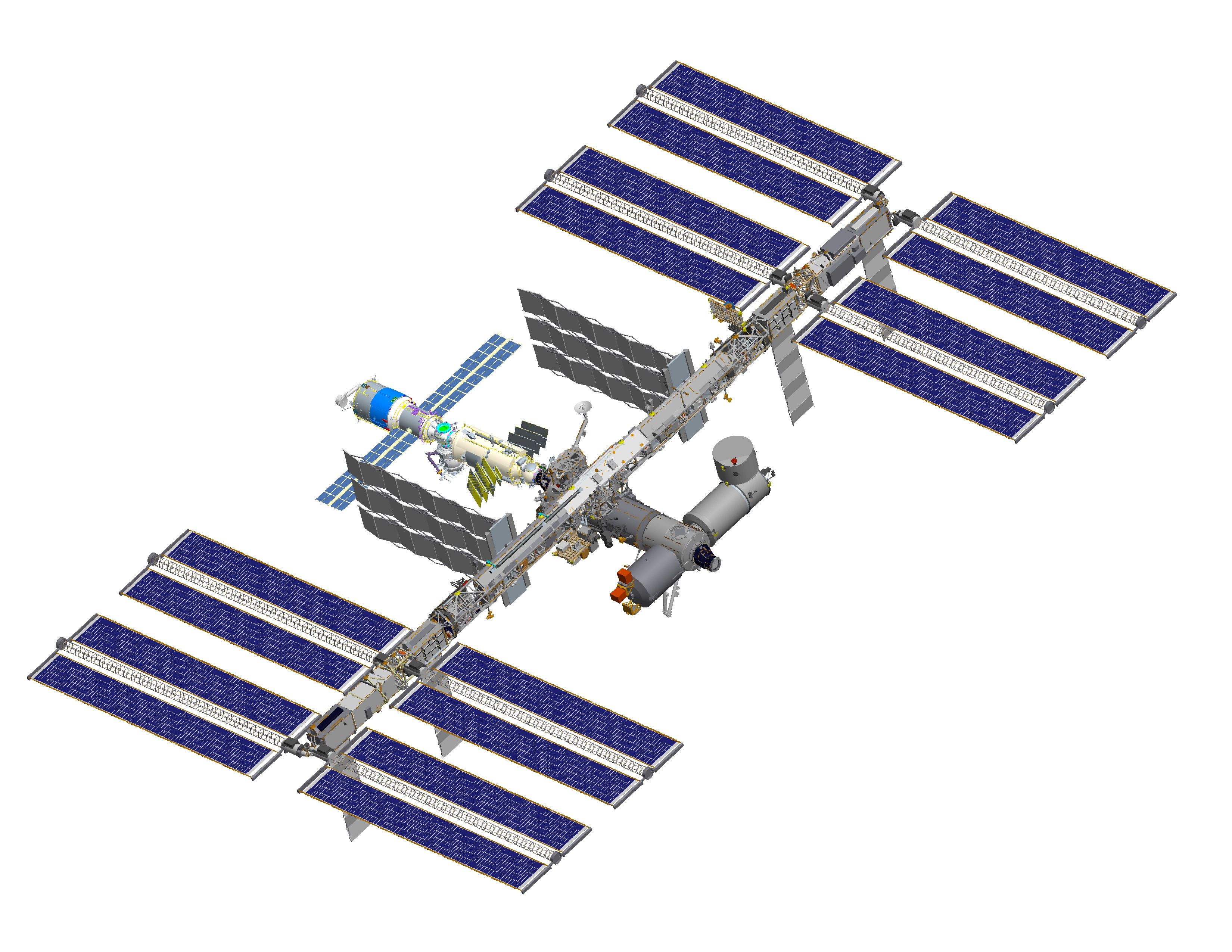
Вид МКС после миссии STS-119.

Доставка и монтаж последней (четвёртой) секции S6 панелей солнечных батарей. После установки сегмента S6 и развертывания солнечных батарей, общая мощность энергоснабжения, обеспечиваемого американским оборудованием, достигнет 264 кВт.
В ходе полёта шаттла произойдёт замена одного члена восемнадцатого долговременного экипажа МКС: Коити Ваката заменит Сандру Магнус. Во время полёта шаттла будет заменена установка регенерации воды.

## Подготовка к полёту
Первоначально старт миссии STS-119 планировался на 6 ноября 2008 года. Начало миссии переносилось на 4 декабря 2008 года, затем на 12 февраля 2009 года.
Экипаж миссии «Дискавери» STS-119 был назван 19 октября 2007 года. Командиром экипажа назначен Ли Аршамбо, пилотом — Тони Антонелли, специалистами полёта назначены: Джозеф Акаба, Ричард Арнольд, Джон Филлипс, Стивен Свэнсон и бортинженер восемнадцатой долговременной экспедиции МКС Коити Ваката. Коити Ваката остался на МКС, а вместо него на Землю возвратилась Сандра Магнус, которая находилась на станции в составе долговременной экспедиции с ноября 2008 года. В экипаже три новичка космических полётов: Антонелли, Акаба и Арнольд.

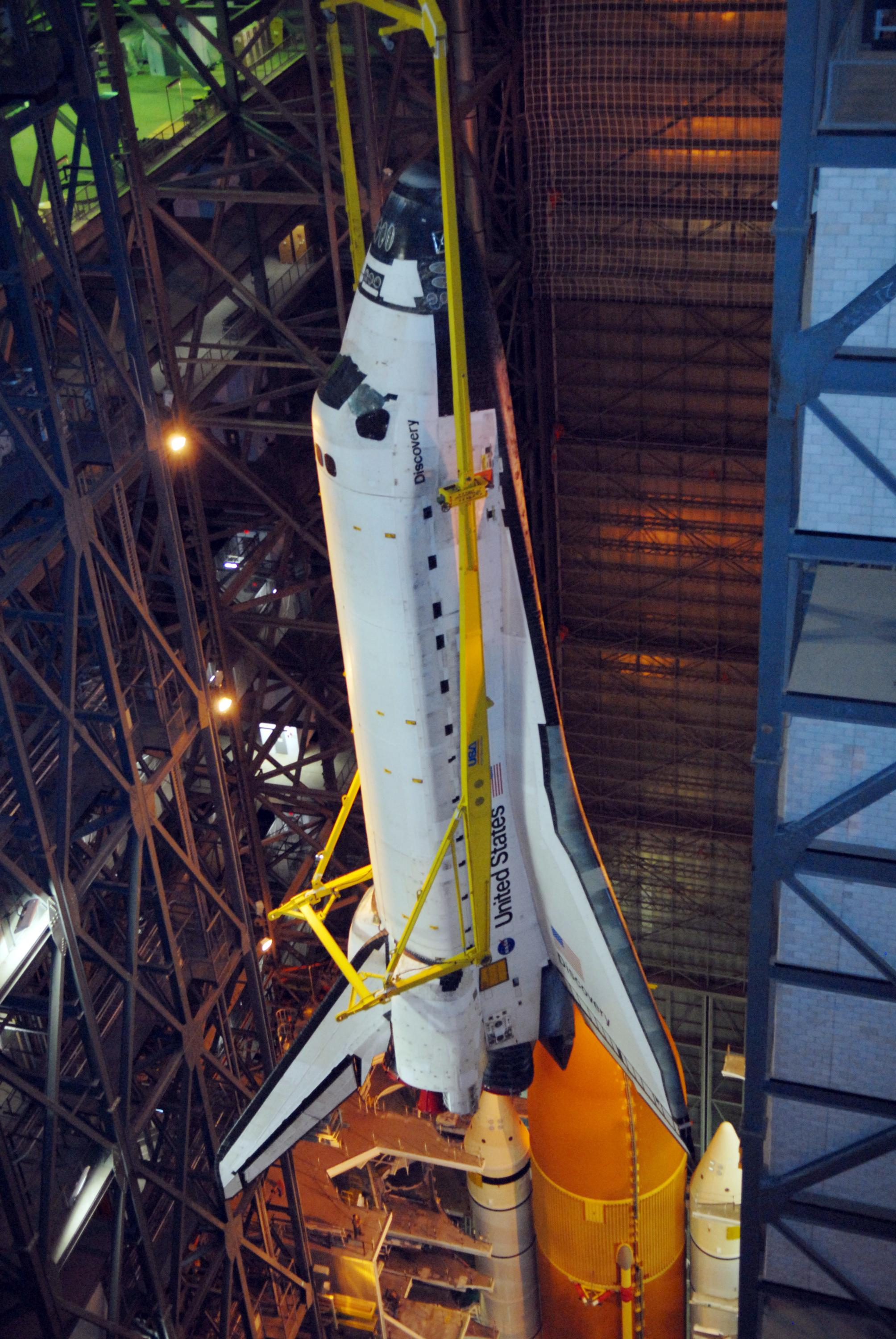
«Дискавери» в здании вертикальной сборки.

7 января шаттл «Дискавери» был перевезён из ангара в здание вертикальной сборки, для подготовки к, запланированному на 12 февраля 2009, старту миссии STS-119. Перевозка продолжалась с 14:25 по времени восточного побережья США (19:25 по Гринвичу) по 15:25 (20:25 по Гринвичу).
14 января шаттл «Дискавери» в сборке с внешним топливным баком и твердотопливными ускорителями был перевезен из здания вертикальной сборки на стартовую площадку 39А. Перевозка продолжалась с 5:17 по времени восточного побережья США (10:17 по Гринвичу) по 10:08 (15:08).

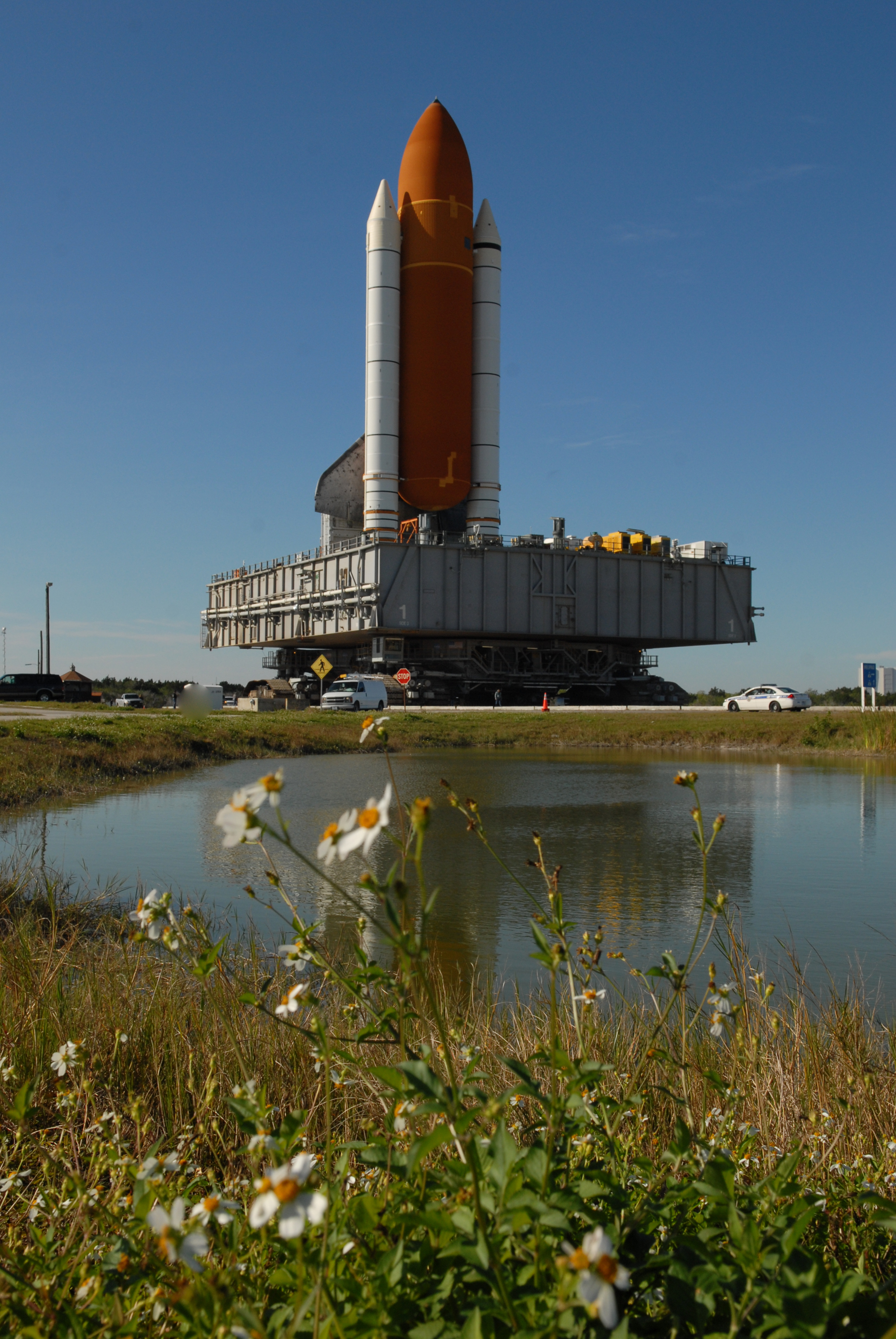
«Дискавери» движется к стартовой площадке.

3 февраля из-за всё ещё не решенных проблем с проходными вентилями топливопроводов, которые были обнаружены во время последнего полёта шаттла «Индевор» STS-126, было принято решение о переносе даты старта «Дискавери» STS-119 с 12 на 19 февраля. Время старта 19 февраля — 4:41:47 по времени восточного побережья США (9:41:47 по Гринвичу), стыковка с МКС — 21 февраля 1:06 (6:06), расстыковка — 2 марта 18:39 (23:39), приземление — 4 марта 23:00 (5 марта 04:00 по Гринвичу). Руководитель программы пилотируемых полётов НАСА Билл Герстенмайер заявил, что специалисты нуждаются в дополнительном времени для проверки вентилей топливопроводов.
7 февраля старт «Дискавери» был перенесен на 22 февраля. Причина переноса — нехватка времени для полноценной проверки вентилей топливопроводов.
13 февраля старт вновь был перенесён, на этот раз на 27 февраля. Новое время старта — 01:32 по времени восточного побережья США (06:32 по Гринвичу), приземление — 12 марта 20:45 (13 марта 01:45 по Гринвичу).
20 февраля менеджеры НАСА в течение 13 часов обсуждали ситуацию, сложившуюся перед полётом шаттла «Дискавери» STS-119. Решение о дате и времени запуска шаттла принято не было. На данный момент старт планировался на 27 февраля. Было решено, что менеджеры соберутся ещё раз в среду (25 февраля), чтобы определить дату старта шаттла. Причины задержки старта «Дискавери» заключаются в неуверенности некоторых специалистов НАСА в надежной и безопасной для экипажа работе проходных вентилей в топливопроводах, соединяющих внешний топливный бак и двигатели шаттла. Проблемы с проходными вентилями были обнаружены во время последнего полёта шаттла — «Индевор» STS-126, который состоялся в ноябре 2008 года. Во время старта «Индевора», было обнаружено, что двигатели шаттла работают с различной тягой. Причины нарушений были выявлены после приземления шаттла «Индевор». Различие в тягах двигателей было вызвано не одинаковой скоростью подачи топлива, что в свою очередь было вызвано разрушением одного из проходных вентилей в топливопроводе. Были проверены все вентили на всех шаттлах. В некоторых вентилях были обнаружены трещины. Все вентили были заменены на новые. Но, не было уверенности в том, что во время старта шаттла, вентиль может вновь разрушиться и осколки, разрушенного вентиля, могут прорвать топливопровод, что приведет к непоправимым последствиям. Специалисты НАСА совместно со специалистами фирмы изготовителя вентилей провели серию испытаний. В этой серии испытаний, хотя и выявилось, что в вентилях появляются трещины, но ни к каким катастрофическим последствиям это не приводит. Однако, эти испытания убедили далеко не всех. После испытаний инженеры убедились, что трещины в вентилях, вероятно, могут возникать, но это не приводит к каким-либо серьёзным последствиям. Однако, для 100 % уверенности необходимы дальнейшие испытания.

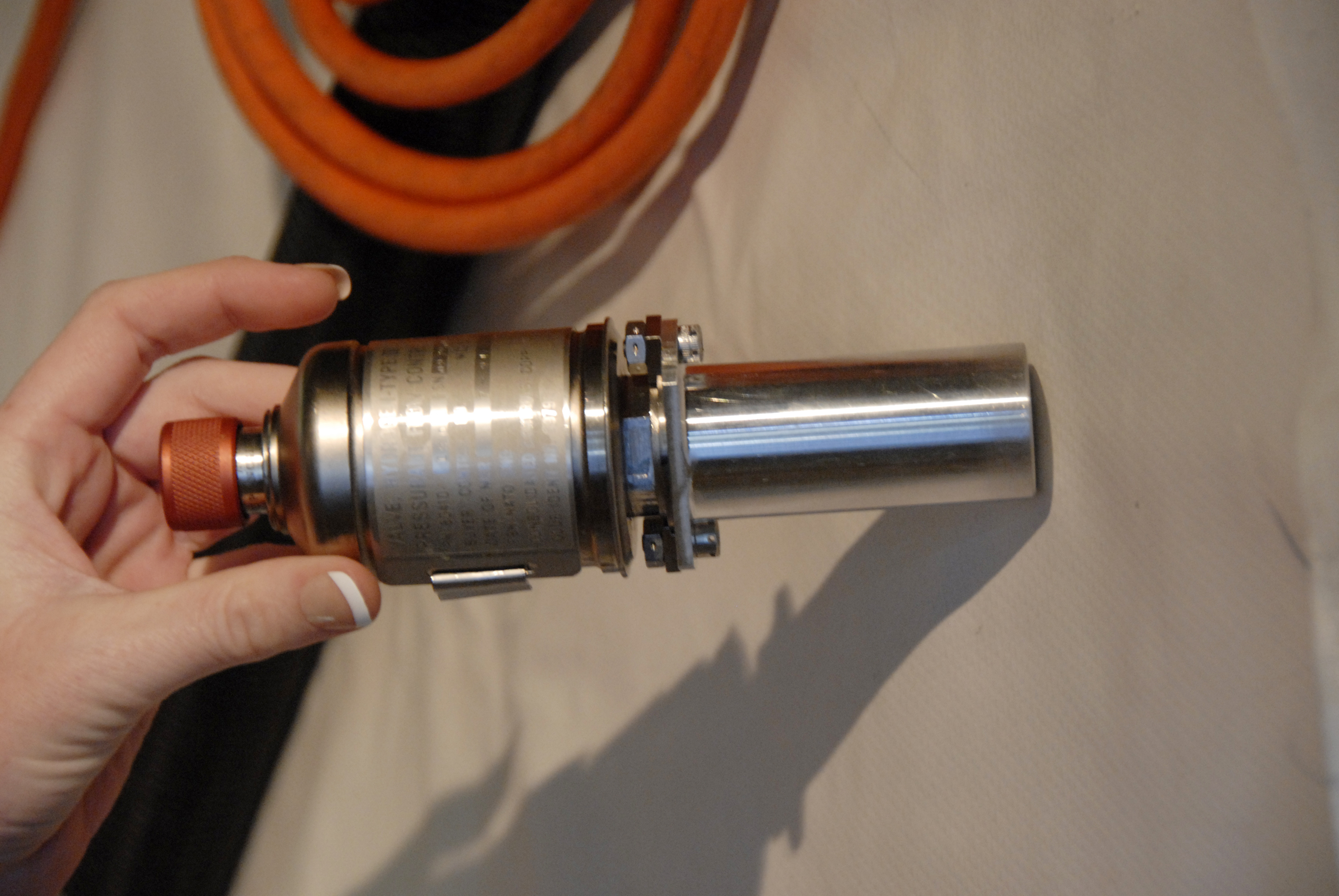
Проходной вентиль топливопровода.

Дата старта шаттла «Дискавери» может быть передвинута максимально до 14 марта, так как на 25 марта назначена дата старта российского корабля «Союз» ТМА-14, который должен доставить на станцию следующий долговременных экипаж. Если «Дискавери» не стартует до 14 марта, то он сможет стартовать только после 6 апреля, чтобы избежать возможных коллизий с «Союзом» ТМА-14.
25 февраля старт шаттла перенесен на 12 марта в 20 часов 54 минуты летнего времени восточного побережья США, что соответствует 13 марта 0 часов 54 минуты по Гринвичу. Перенос старта связан с дальнейшими испытаниями вентилей топливопроводов. Если старт состоится 13 марта, то шаттл вернется на землю 26 марта, в этот же день с космодрома Байконур в космос должен отправиться корабль «Союз» ТМА-14 с новым экипажем МКС. Если шаттл не запустят 13 марта, то старт перенесут на после 7 апреля (дата посадки корабля «Союз» ТМА-13 с предыдущим экипажем МКС).
Однако, перенос старта «Дискавери» на 7 апреля, повлечет за собой сдвиг стартов всех дальнейших, запланированных на этот год, полётов шаттлов. Так, запланированный на 12 мая, старт миссии по ремонту телескопа Хаббл («Атлантис» STS-125) сдвинется в этом случае на 2 июня. Чтобы сохранить график последующих запусков шаттлов, в НАСА рассматриваются варианты запуска шаттла «Дискавери» STS-119 вплоть до 17 марта. Но, при этом, чтобы избежать коллизий с кораблем «Союз» ТМА-14, миссия «Дискавери» должна будет сокращена. Так, в варианте старта 17 марта, полёт шаттла продлится только 10 дней и будет выполнен только один выход в открытый космос, вместо запланированных четырёх.
4 марта. На пятницу, 6 марта, назначена официальная пресс-конференции представителей НАСА. На пресс-конференции будут объявлены дата и время старта шаттла «Дискавери». Старт запланирован на 11 марта в 21 час 20 минут летнего времени восточного побережья США (12 марта 01:20 по Гринвичу). Стыковка с МКС — 13 марта 22:27 UTC, расстыковка — 23 марта 14:23, возвращение на землю — 25 марта 19:27. Выходы в открытый космос должны состояться 15, 17, 19 и 21 марта в период времени с 18:50 до 04:50.
6 марта официально подтверждена дата старта шаттла «Дискавери» — 12 марта 01:20:10 по Гринвичу. Возвращение шаттла на землю запланировано на 25 марта. Четыре выхода в открытый космос должны состояться 15, 17, 19 и 21 марта. Подтверждена также возможность полёта шаттла по сокращенной программе вплоть до 17 марта. Если старт состоится 13 или 13 марта, то будет выполнено 4 выхода в открытый космос. Если старт придётся сдвинуть до 17 марта, то в ходе полёта будет выполнен только один выход в открытый космос.
8 марта экипаж шаттла «Дискавери» прибыл из Хьюстона на космодром на мысе Канаверал, для подготовки к назначенному на 12 марта старту в космос.

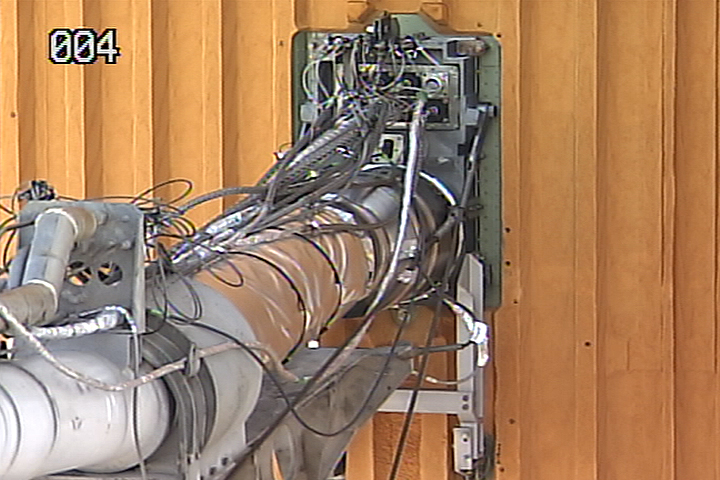
Подвод водорода к корпусу топливного бака.

11 марта. Попытка старта «Дискавери» в ночь с 11 на 12 марта была отменена в 18:27, за шесть часов до намеченного времени старта. Во время заправки внешнего топливного бака была обнаружена утечка водорода в районе стыка подводящего трубопровода и корпуса топливного бака. Стартовый отсчет был остановлен. Было объявлено, что старт задерживается, по крайней мере, на сутки. Позже было объявлено, что старт «Дискавери» состоится не ранее 15 марта. Если старт состоится в воскресенье (15 марта), то в ходе полёта будет три выхода в открытый космос. Если старт состоится в понедельник (16 марта), то, в соответствии с графиком полёта, стыковка со станцией произойдет на четвёртый день полёта, продолжительность полёта будет сокращена на двое суток и будет выполнен только один выход в открытый космос. Все эти ограничения связаны с тем, что «Дискавери» должен вернуться на землю до 26 марта, когда с космодрома Байконур на корабле «Союз» ТМА-14 на станцию отправится сменный экипаж. Если в ходе полёта «Дискавери» будет только один выход в открытый космос, то запланированные, но не состоявшиеся, выходы будут выполнены позже членами экипажа МКС. Если утечка водорода в системе заправки топливом будет устранена, то «Дискавери» будет запущен 15 марта в 19 часов 43 минуты летнего времени восточного побережья США (23:43 по Гринвичу). В соответствии с новым графиком полёта, стыковка со станцией должна состояться 17 марта в 20:50 по Гринвичу, расстыковка со станцией — 25 марта, приземление шаттла — 27 марта. Первый выход в открытый космос астронавты Свэнсон и Арнольд совершат 19 марта, начало выхода, примерно, в 17:30. Два последующих выхода должны состояться 21 и 23 марта.

## Описание полёта

### Старт и первый день полёта
15.03.2009 23:43 — 16.03.2009 06:00

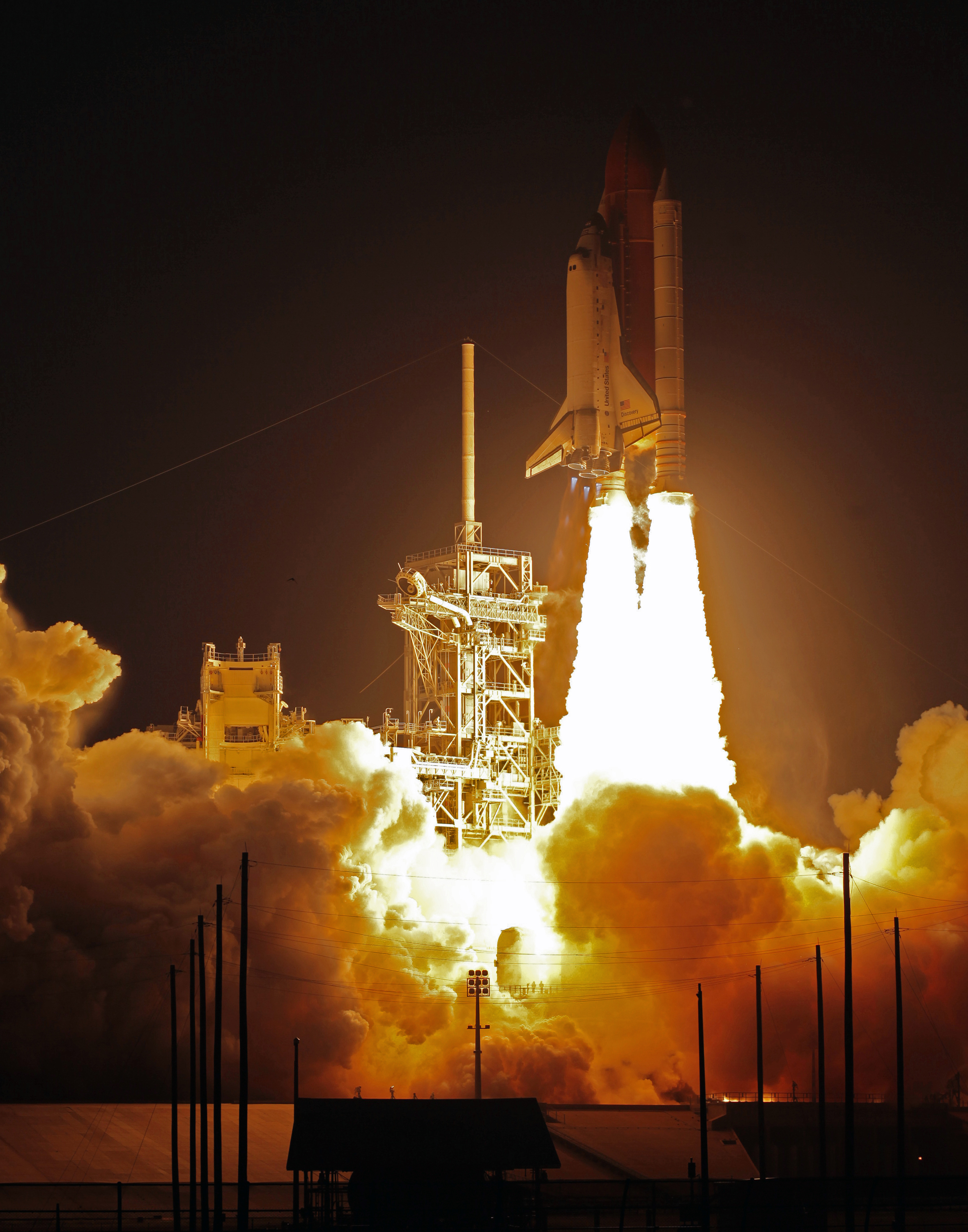
Запуск шаттла 15.03.09.

15 марта шаттл «Дискавери» успешно стартовал в 23 часа 43 минуты по Гринвичу (19:43 по времени космодрома на мысе Канаверал). Через 9 минут «Дискавери» вышел на предварительную орбиту. Во время старта «Дискавери» не было отмечено опасных отрывов кусков изоляции от внешнего топливного бака, которые могли бы повредить теплоизоляционное покрытие шаттла. Во время старта «Дискавери», МКС находилась над островом Тасмания.

### Второй день полёта
16.03.2009 14:13 — 17.03.2009 05:43
Первый полный день на орбите. Астронавты с помощью высокоразрешающей камеры и лазерного сканера установленных на роботе-манипуляторе шаттла обследовали теплоизоляционное покрытие носа и передних кромок крыльев шаттла. Астронавты подготавливали скафандры для предстоящей работы в открытом космосе и готовились к стыковке со станцией. Командир корабля Аршамбо и пилот Антонелли дважды включали двигатели для коррекции орбиты шаттла.

### Третий день полёта
17.03.2009 12:53 — 18.03.2009 04:43
Стыковка с Международной космической станцией.

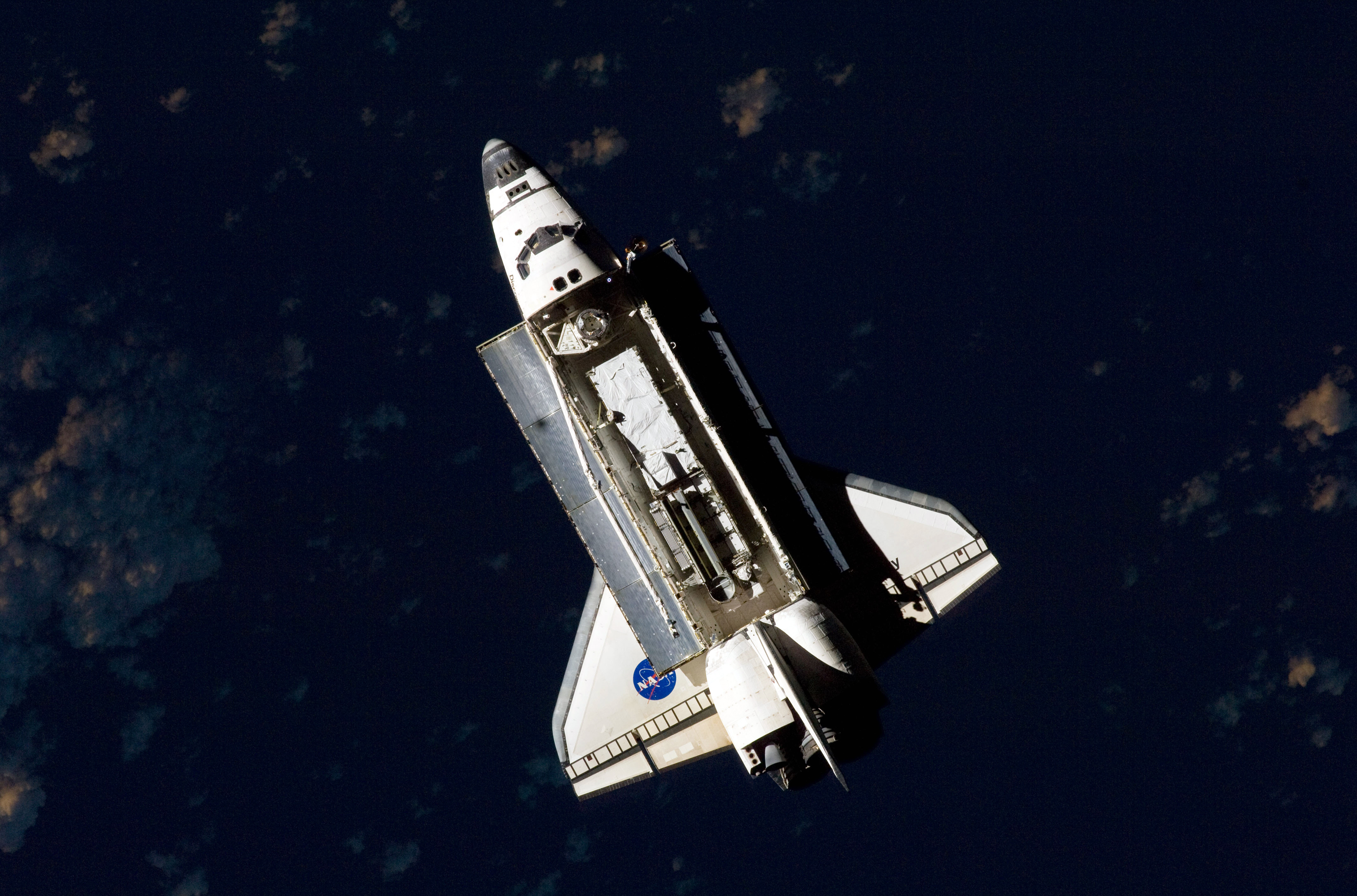
«Дискавери» выполняет переворот перед МКС.

В 19:10 (по Гринвичу) расстояние между шаттлом и «Дискавери» составляло 11.280 метров (37000 футов).
В 20 часов 19 минут на расстоянии, примерно, 183 метра (600 футов) от станции шаттл начал совершать переворот. Начало переворота шаттла было задержано, приблизительно на 9 минут из-за проблем со связью с экипажем МКС. Переворот был завершен в 20:27. Во время переворота, астронавты МКС, с помощью камер с 400 и 800 миллиметровыми объективами, вели съёмку теплозащитного покрытия шаттла.
График дальнейшего сближения шаттла и станции:
- в 20:47 расстояние между шаттлом и станцией — 91 метр (300 футов)
- в 20:53 расстояние между шаттлом и станцией — 65 метров (212 футов)
- в 21:05 расстояние между шаттлом и станцией — 27 метров (90 футов)
- в 21:09 расстояние между шаттлом и станцией — 18 метров (60 футов)
- в 21:18 расстояние между шаттлом и станцией — 3 метра (10 футов)

Стыковка состоялась в 21:20, примерно, на 7 минут позже, чем планировалось.
Люк между шаттлом «Дискавери» и МКС был открыт в 23:09. Астронавты шаттла и МКС приветствовали друг друга в модуле «Гармония». В 01:00 (18.03.2009) индивидуальный ложемент японского астронавта Коити Ваката был перенесён из шаттла в корабль «Союз» ТМА-13. С этого момента Ваката становится членом восемнадцатого экипажа МКС, а Сандра Магнус становится членом экипажа «Дискавери».

### Четвёртый день полёта
18.03.2009 12:43 — 19.03.2009 04:13
Специалисты НАСА, которые изучали снимки теплозащитного покрытия шаттла, сообщили, что, предположительно, на элевоне левого крыла имеется незначительное повреждение. Выводы пока делать рано, специалисты продолжали изучение снимков.

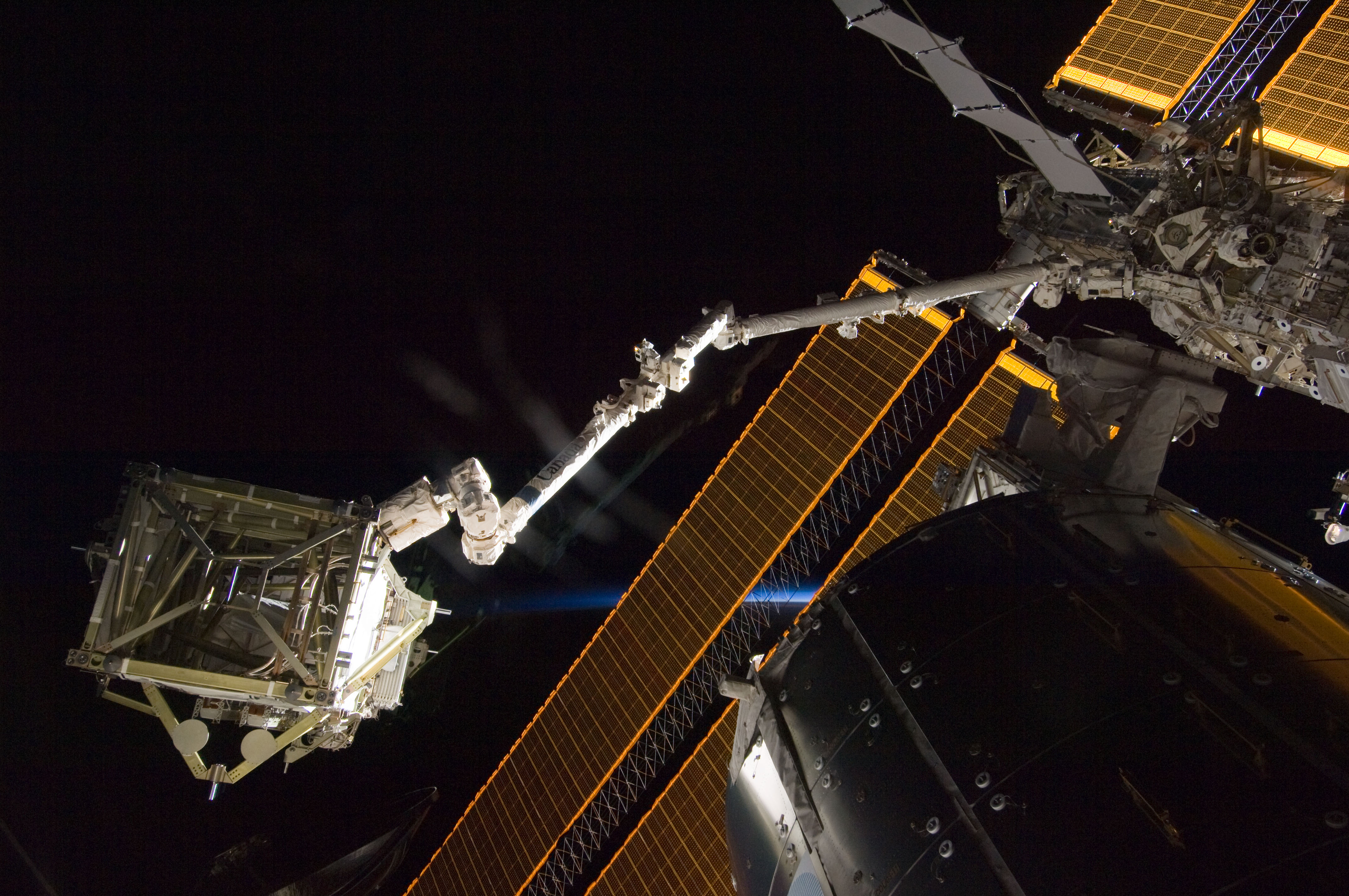
Сегмент S6 переносится роботом-манипулятором станции.

Сегмент ферменной конструкции с комплектом солнечных батарей S6 весит около 15,5 тонн (31.060 фунтов) и имеет размер 5×4,5×13,8 метров (16,3 × 14,7 × 45,4 фута). Подъём сегмента S6 из грузового отсека шаттла и установка его на правом дальнем конце ферменной конструкции станции состоит из нескольких шагов. Робот-манипулятор шаттла не в состоянии поднять сегмент из грузового отсека, так как он находится на левом борту шаттла, как раз под японским модулем «Кибо», поэтому манипулятор шаттла не имеет достаточного пространства для маневра, чтобы достать сегмент S6 из грузового отсека. Поэтому сегмент S6 достаётся из шаттла роботом-манипулятором станции (начало операции в 15:45). Затем сегмент S6 передаётся роботу-манипулятору шаттла (приблизительно в 17:55). В 19:55 робот-манипулятор станции, который установлен на подвижной платформе, передвигается к дальнему правому концу вдоль ферменной конструкции станции. В 22:18 сегмент S6 передаётся от робота-манипулятора шаттла роботу-манипулятору станции. Затем сегмент переносится к месту его закрепления на сегменте S5. В таком положении сегмент остаётся висеть до следующего дня. На следующий день астронавты Свэнсон и Арнольд выйдут в открытый космос и соединят сегмент S6 с сегментом S5. Роботом-манипулятором станции управляли астронавты Филлипс, Ваката и Магнус.
Астронавты подготавливали инструменты для предстоящего на следующий день выхода в открытый космос.
В 18:58 астронавты общались с журналистами.
После более тщательного изучения снимков, специалисты НАСА сообщили, что теплозащитное покрытие шаттла не имеет повреждений. Было принято решение не проводить дополнительных обследований покрытия носа и крыльев шаттла.

### Пятый день полёта
19.03.2009 12:13 — 20.03.2009 03:43
День первого выхода в открытый космос, во время которого астронавты установили последний сегмент ферменной конструкции МКС.

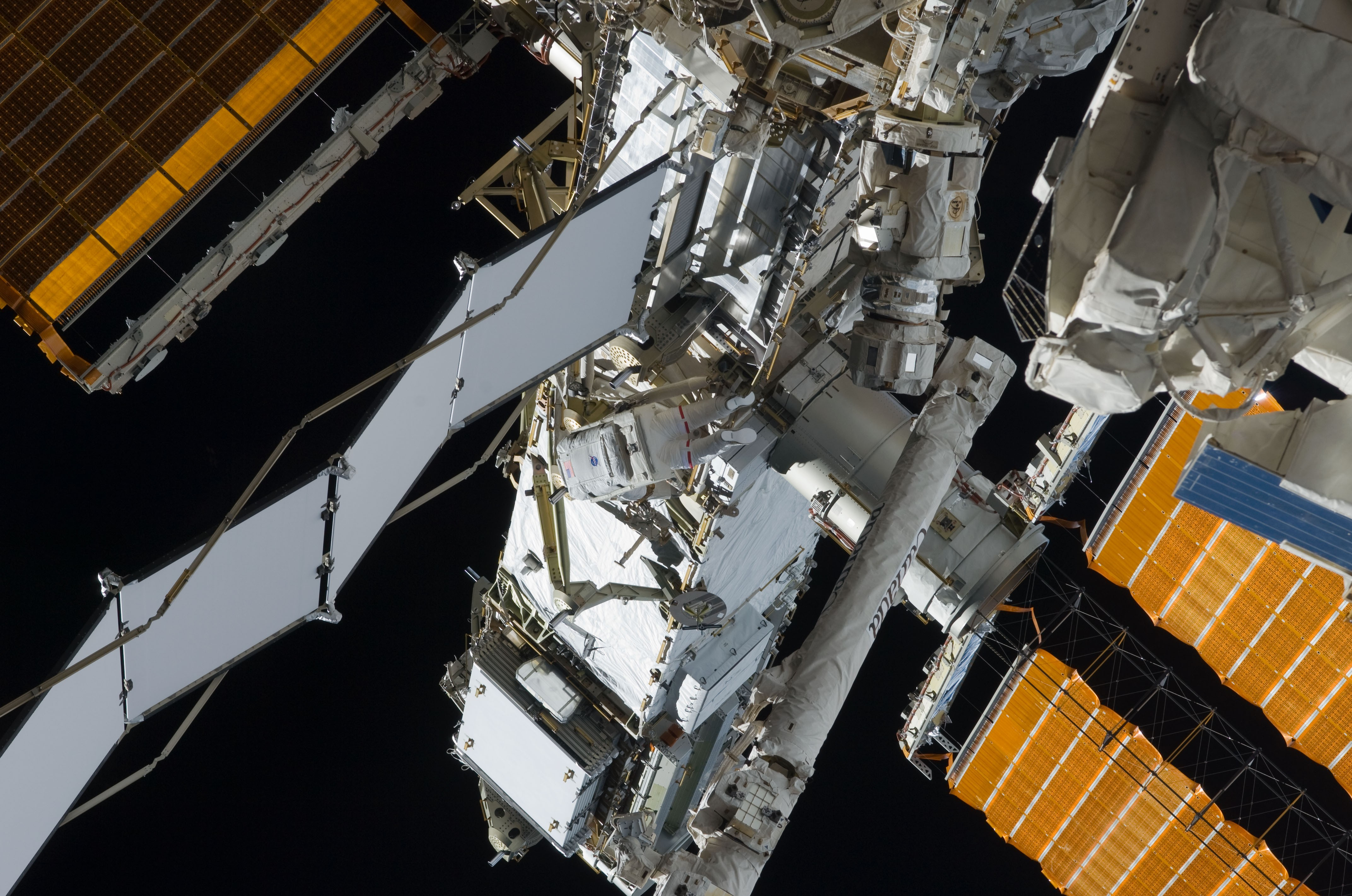
Стив Свэнсон работает в открытом космосе 19.03.2009.

Официальное начало выхода в открытый космос — 17 часов 16 минут, в это время астронавты Свэнсон и Арнольд переключили свои скафандры на питание от автономных аккумуляторов. В 17:40 астронавты перебрались на край ферменной конструкции (к сегменту S5). Они обследовали состояние сегмента S5 и дали «добро» на подсоединение к нему сегмента S6. Свэнсон и Арнольд наблюдали за приближением сегмента S6 к сегменту S5 и давали указания астронавтам Филлипсу и Ваката, которые управляли роботом-манипулятором станции, на котором был закреплён сегмент S6.

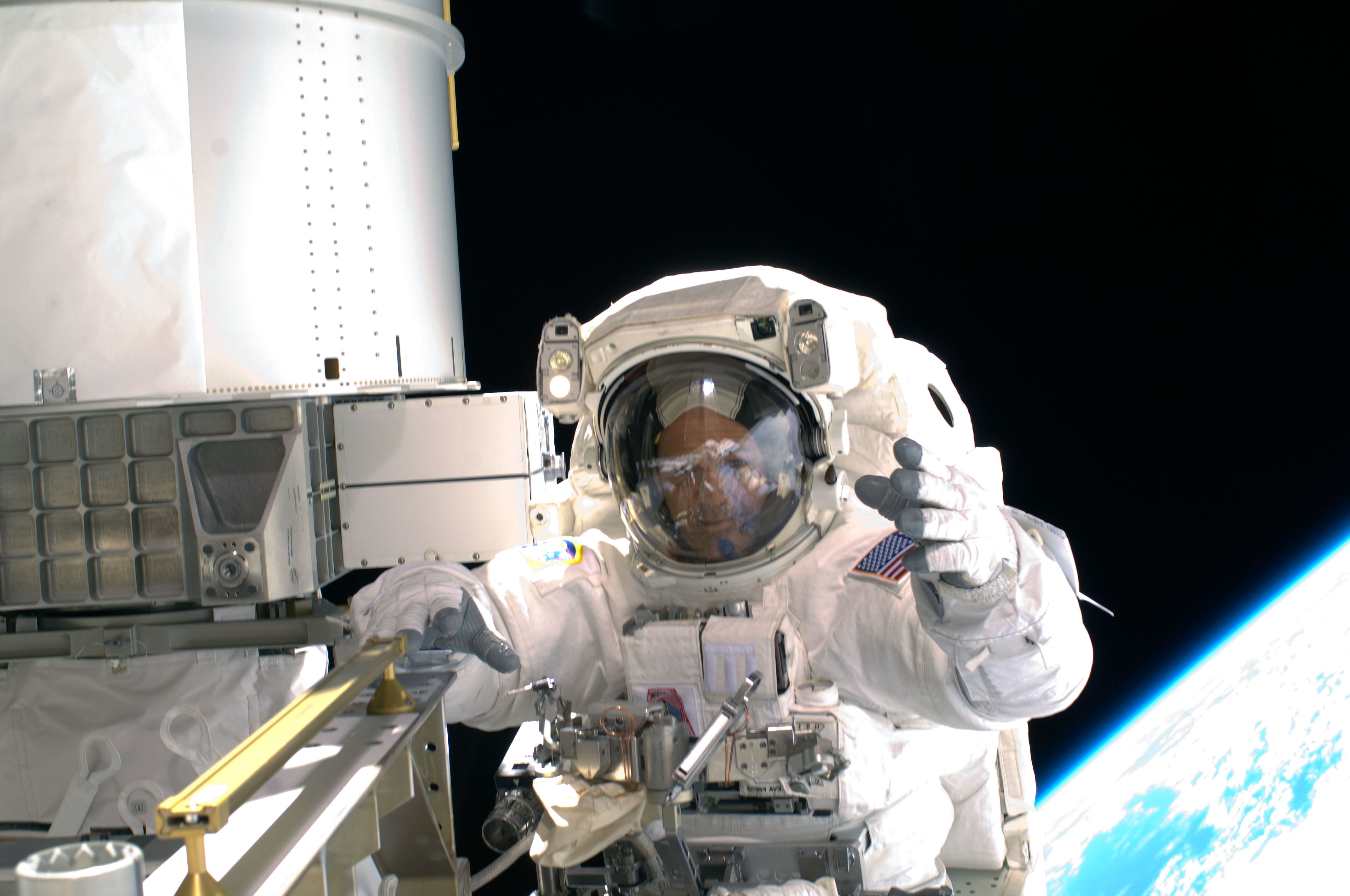
Ричард Арнольд в открытом космосе 19.03.2009.

В 18:17 сегмент S6 был плотно подведен к сегменту S5. К 19:14 астронавты Свэнсон и Арнольд закрутили все болты, связывающие сегменты S5 и S6. Робот-манипулятор был отцеплен от сегмента S6 в 19:20. К 20 часам Свэнсон и Арнольд подсоединили все силовые и информационные кабели. Затем астронавты сняли крепления и защитные кожухи, которые предохраняли солнечные батареи и радиатор охлаждения во время транспортировки. В 22:35 Свэнсон и Арнольд закончили все запланированные работы в открытом космосе. В 22:48 по команде из центра управления полётом начал разворачиваться радиатор охлаждения, вновь установленного сегмента S6. В 23:04 радиатор был полностью развернут. Астронавты Свэнсон и Арнольд начали движение к шлюзовому модулю «Квест». В 23:15 они зашли в модуль «Квест». В 23:24 люк модуля «Квест» был закрыт и начался наддув воздуха. Выход в открытый космос был завершен. Продолжительность выхода составила 6 часов 7 минут.
После присоединения сегмента S6, общий вес станции достиг значения в 300 тонн. Длина ферменной конструкции станции — 104 метра.
Развертывание солнечных батарей вновь установленного сегмента S6 намечено на пятницу (20 марта).

### Шестой день полёта
20.03.2009 11:43 — 21.03.2009 03:43
В этот день были развернуты солнечные батареи вновь установленного сегмента S6.
В 15:06 астронавт Джон Филлипс нажав на кнопку начал развертывание панелей солнечных батарей сегмента S6. В 16:41 крыло 1В было развернуто на 49 %. В этот момент развертывание было остановлено на полчаса, чтобы полотно солнечных батарей прогрелось на солнце, чтобы избежать возможных деформаций полотна солнечных батарей при дальнейшем развёртывании. В 15:52 первое крыло солнечных батарей было полностью развернуто. В 16:35 началось развертывание второго крыла (3В) солнечных батарей сегмента S6. В 16:41 солнечные батареи были развернуты на 49 %. В этот момент развертывание было остановлено на полчаса. В 17:18 панели солнечных батарей сегмента S6 были полностью развернуты. Первый комплект солнечных батарей был установлен (восемь лет назад). После включения новых солнечных батарей, полезная мощность, вырабатываемая всеми солнечными батареями американского сегмента станции, достигла 120 кВт. Мощность, которая будет использоваться для научных исследований и экспериментов, удвоилась с 15 до 30 кВт.
В этот день (приблизительно в 21:30) астронавты начали ремонт системы регенерации воды. Система регенерации предназначена для получения чистой воды из конденсата и мочи. Бесперебойное функционирование системы регенерации воды, важно, в связи с тем, что в мае постоянно присутствующий на МКС экипаж будет увеличен до шести астронавтов.
В этот же день астронавты Свэнсон и Акаба подготавливали скафандры для предстоящего на следующий день второго выхода в открытый космос.

### Седьмой день полёта
21.03.2009 11:43 — 22.03.2009 03:13
День второго выхода в открытый космос. Выход осуществляли Свэнсон и Акаба.
Выход начался в 16 часов 51 минуту.

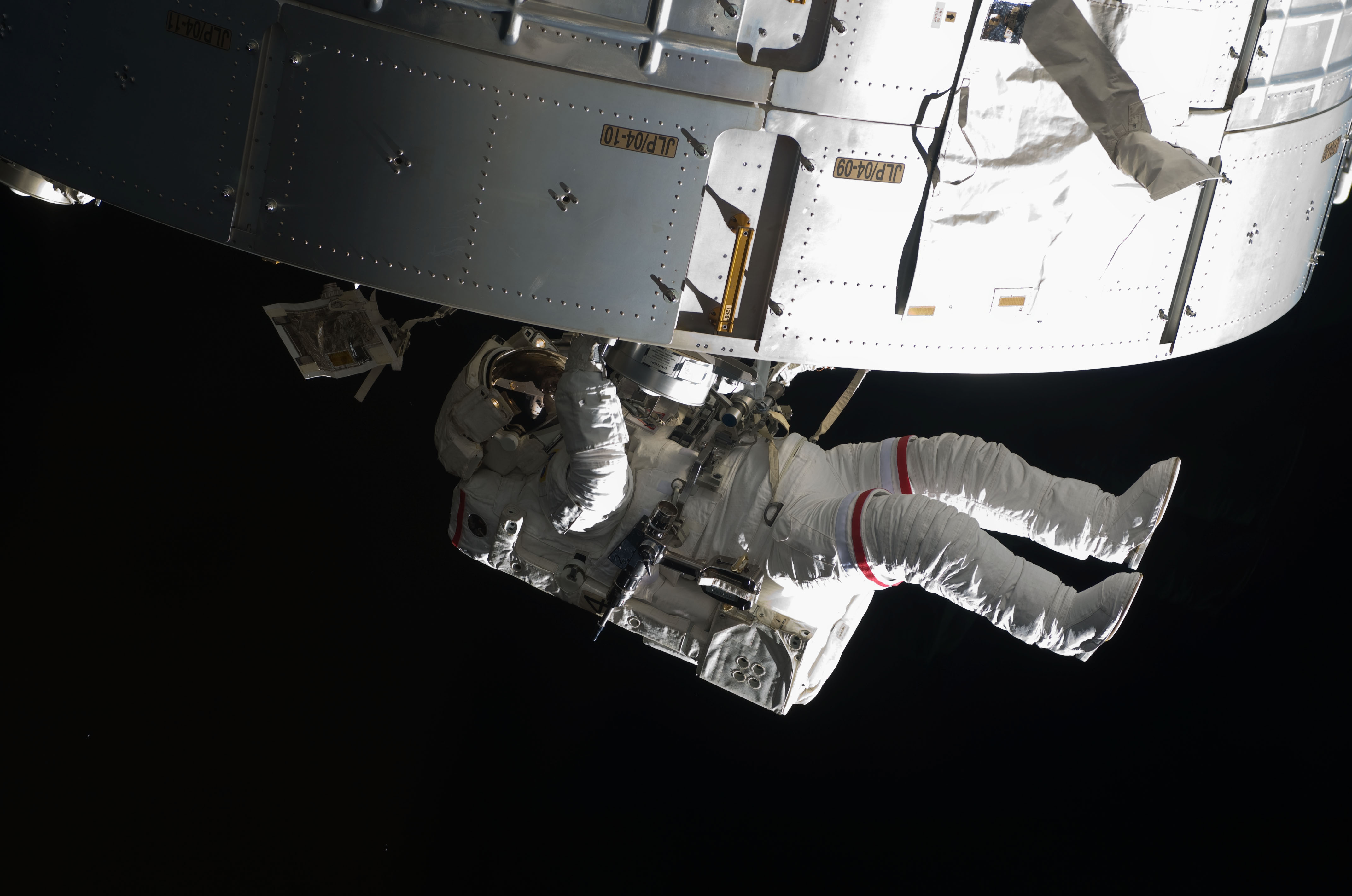
Стив Свэнсон работает в открытом космосе 21.03.2009.

Астронавты Свэнсон и Акаба подготовили аккумуляторные батареи сегмента P6 к замене. Они также установили дополнительные поручни, вдоль которых будут передвигаться астронавты во время замены аккумуляторов. Замена аккумуляторов запланирована во время следующего полёта шаттла к МКС в июне месяце — «Индевор» STS-127. Работа на сегменте Р6 была закончена в 18:35.
Затем Свэнсон установил вторую антенну навигационной системы (GPS) на японском модуле «Кибо». Эта антенна предназначена для ориентации японского грузового корабля HTV, который должен прибыть на станцию в сентябре текущего года. Японский грузовой корабль HTV не имеет, такой как у грузовых кораблей ATV или «Прогресс», системы стыковки. Корабль HTV приближается к станции, используя навигационную систему GPS, затем он захватывается роботом-манипулятором и притягивается к стыковочному узлу.

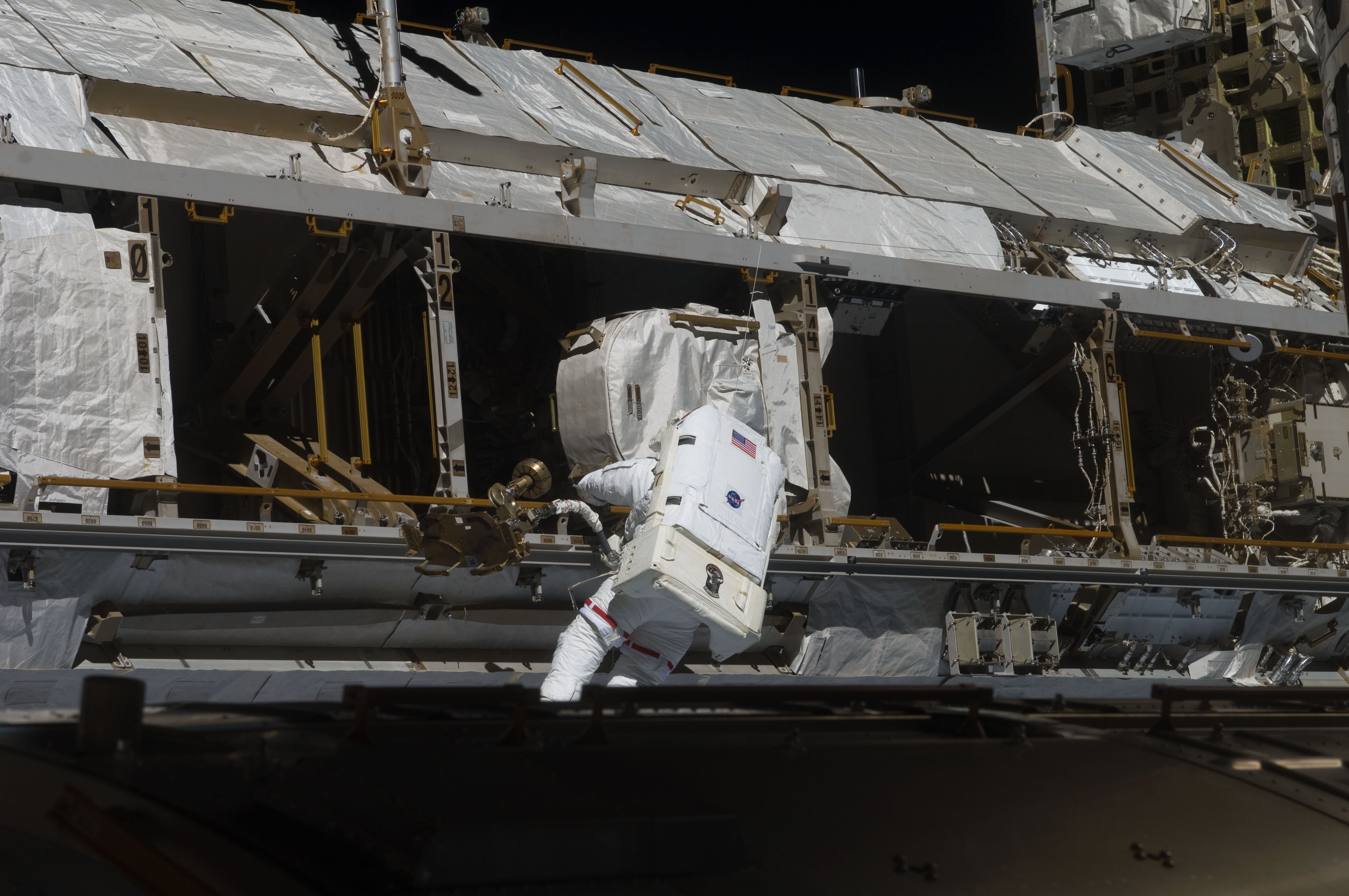
Джозеф Акаба работает в открытом космосе 21.03.2009.

Астронавт Акаба производил детальное фотографирование радиаторов охлаждения сегментов P1 и S1. Съёмка осуществлялась с помощью обычной и инфракрасной камерами. Эта съёмка понадобилась для оценки состояния этих радиаторов, так как на одном из радиаторов отслоилось изолирующее покрытие. Снимки, сделанных астронавтами, помогут специалистам на земле разобраться, почему это происходит, и какое влияние это оказывает на функционирование радиаторов.
Свэнсон и Акаба должны были также развернуть внешние негерметичные платформы на сегментах P3 и S3, но это им не удалось. Они затратили слишком много времени в попытке развернуть одну из них (на сегменте Р3), в результате у астронавтов не осталось достаточно времени, поэтому было принято решение отложить эту работу.
Свэнсон также должен был переконфигурировать некоторые кабели на панели управления гироскопами ориентации станции на сегменте Z1. Однако, это задание ему не удалось полностью выполнить, так как он не смог отсоединить некоторые кабели.
Выход окончился в 23:21. Продолжительность выхода составила 6 часов 30 минут.
В этот же день астронавты, находившиеся внутри станции, проводили испытания отремонтированной системы регенерации воды.

### Восьмой день полёта
22.03.2009 11:13 — 23.03.2009 02:43
В этот день астронавты получили время для отдыха.
Астронавты продолжили тестирование системы регенерации воды на станции.
Джозеф Акаба и Ричард Арнолдьд готовились к предстоящему на следующий день выходу в открытый космос .
Специалисты центра управления полётом в Хьюстоне обнаружили обломок китайской ракеты размером 10 сантиметров (4 дюйма), который в понедельник (23 марта) несколько раз будет пролетать в опасной близости от станции. Чтобы избежать опасного сближения с обломком во время предстоящего в понедельник выхода в открытый космос, было принято решение уменьшить высоту орбиты станции. В нормальном положении станция движется по орбите так, что пристыкованный шаттл находится сзади станции. Чтобы снизить орбиту комплекса, командир шаттла Ли Аршамбо, с помощью двигателей шаттла, развернул весь комплекс на 180° так, что шаттл оказался впереди по ходу движения станции. Такое положение шаттла обеспечило максимальное торможение комплекса из-за трения в атмосфере земли. Хотя атмосфера на высоте полёта станции очень разрежена, но, тем не менее, трение в разреженном воздухе атмосферы обеспечило торможение комплекса, приблизительно, на 30 см/с (1 фут/сек). Разворот комплекса начался в 20:29. Через три часа комплекс был вновь развёрнут в нормальное положение — шаттл сзади станции.
С 22:14 астронавты шаттла разговаривали с корреспондентами телевизионного канала CBS News.

### Девятый день полёта
23.03.2009 10:43 — 24.03.2009 02:13
День третьего выхода в открытый космос.
Выход начался в 15:37. В открытый космос выходили Джозеф Акаба и Ричард Арнольд.

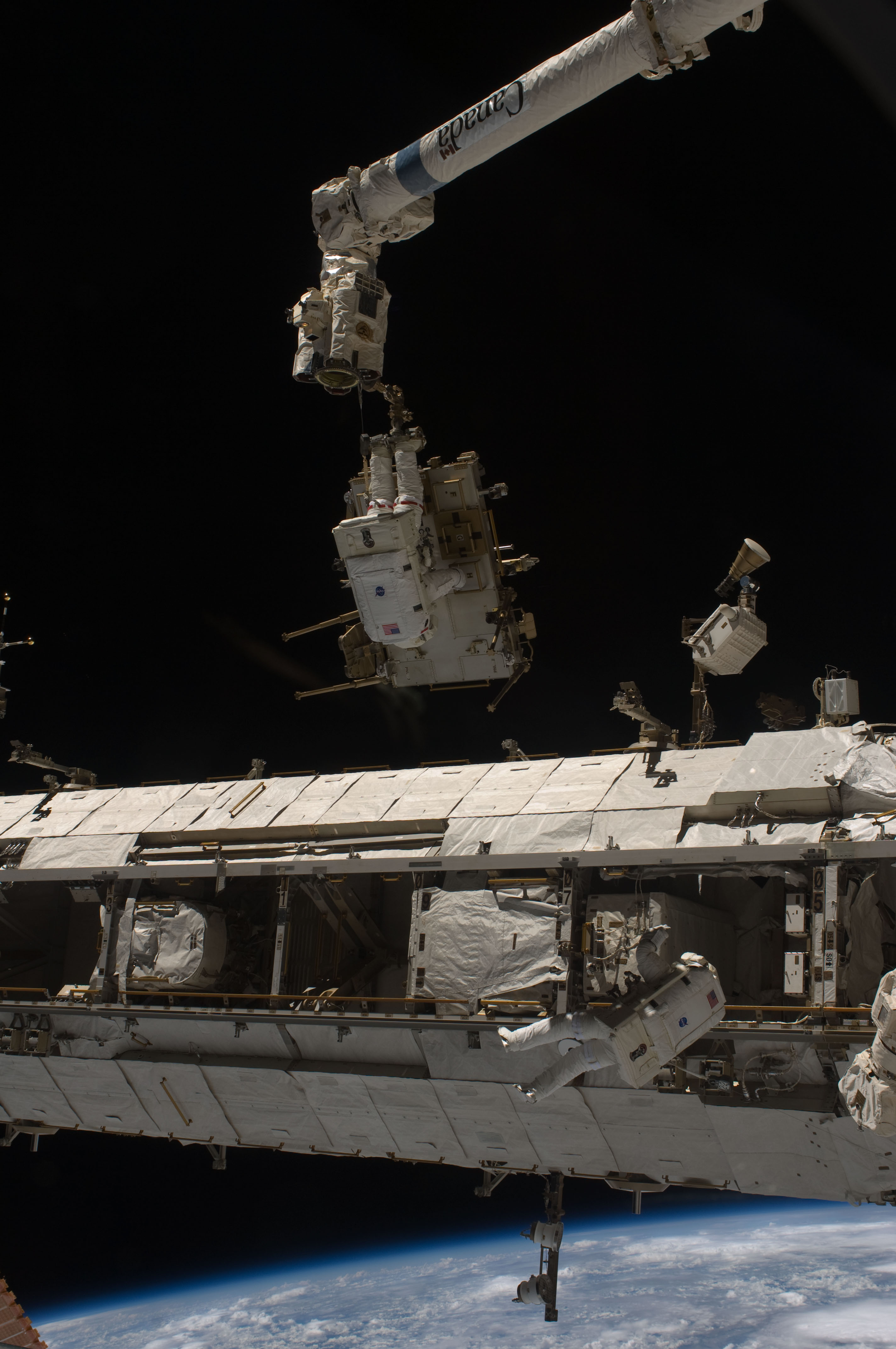
Джозеф Акаба вверху, Ричард Арнольд внизу во время третьего выхода в открытый космос 23.03.2009.

Астронавты переставили тележку с инструментами с левой стороны транспортера, на котором установлен робот-манипулятор, станции на правую сторону. Это сделано для того, чтобы освободить место для передвижения робота-манипулятора по левой части ферменной конструкции станции, так как во время следующего полёта шаттла, в июне текущего года, на левой половине станции будет смонтирована ещё одна экспериментальная платформа на японском модуле «Кибо». Чтобы переставить тележку с инструментами, Акаба был закреплен на роботе-манипуляторе. Астронавт Филлипс, находящийся в станции, управляя манипулятором, поднес Акаба к тележке с инструментами, Арнольд, который находился возле тележки, отсоединил её от ферменной конструкции. Затем Акаба вместе с тележкой, которую он держал в руках, был перенесен на противоположную сторону ферменной конструкции. Он приставил тележку к её новому месту и Арнольд вновь закрепил её.

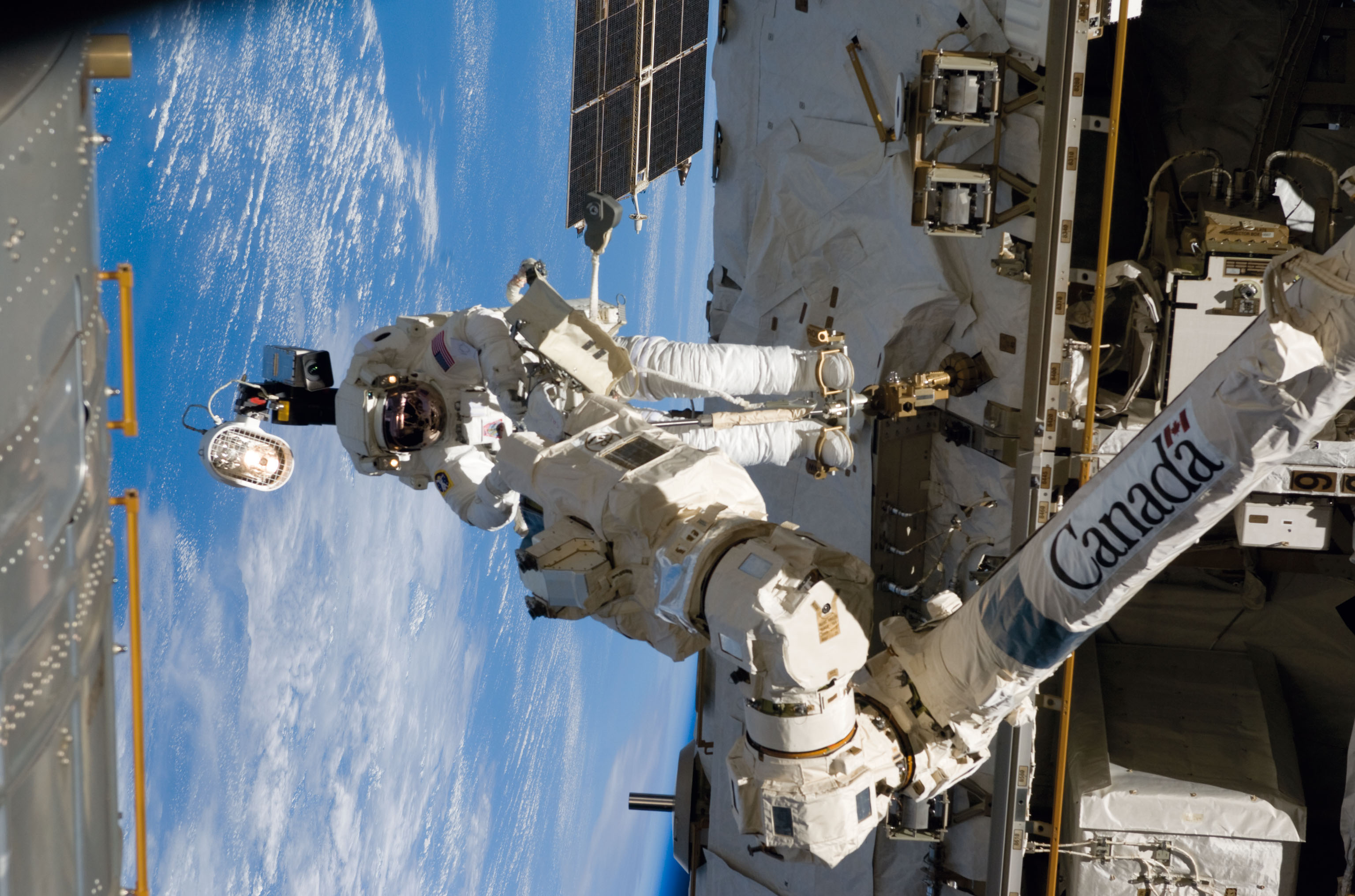
Ричард Арнольд работает с механизмом захвата манипулятора 23.03.2009.

Астронавты Акаба и Арнольд сделали попытку раскрыть внешнюю негерметичную платформу на сегменте Р3. Но, вновь, как и во время второго выхода, астронавтам не удалось раскрыть эту платформу. Они не смогли освободить один из зажимов, который, скорее всего, заклинил. Специалисты на земле анализируют создавшееся положение. Эта работа должна будет выполнена во время следующих выходов в открытый космос.
Затем астронавты занимались техническим обслуживанием и смазкой механизма захвата робота-манипулятора. Астронавты также переконфигурировали крепления на системе охлаждения станции.
Выход в открытый космос закончился 22:04. Продолжительность выхода составила 6 часов 27 минут.

### Десятый день полёта
24.03.2009 10:13 — 25.03.2009 02:13

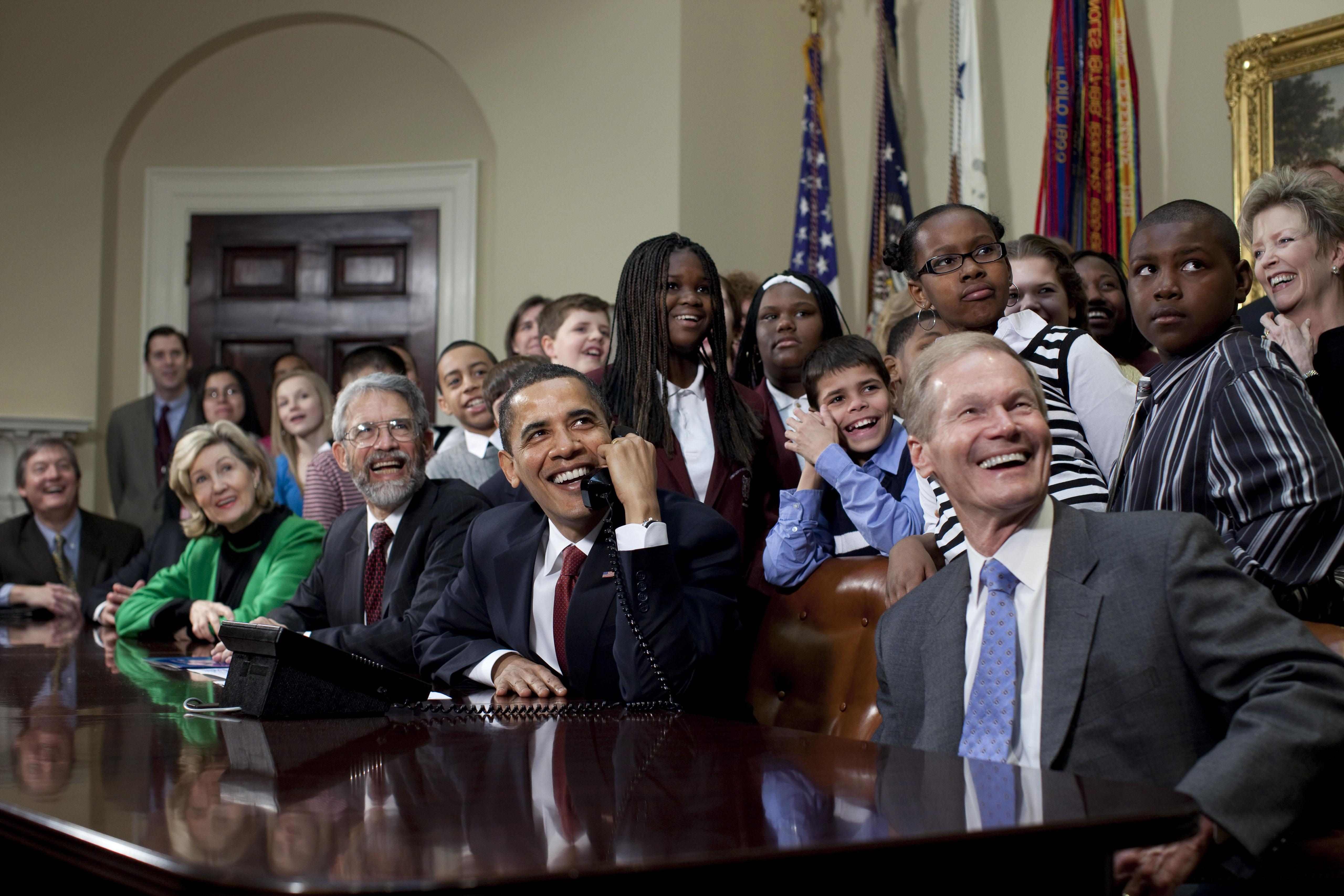
Барак Обама разговаривает по телефону с экипажами «Дискавери» и МКС 24.03.2009.

В этот день Президент США Барак Обама разговаривал по телефону с экипажами шаттла «Дискавери» и МКС.
В этот день астронавты переносили скафандры, инструменты и результаты проведенных на станции экспериментов в шаттл. Экипаж занимался проверкой готовности систем шаттла к предстоящей расстыковке со станцией, проводили пресс-конференцию.
Астронавты имели время для отдыха.

### Одиннадцатый день полёта
25.03.2009 10:13 — 26.03.2009 02:13

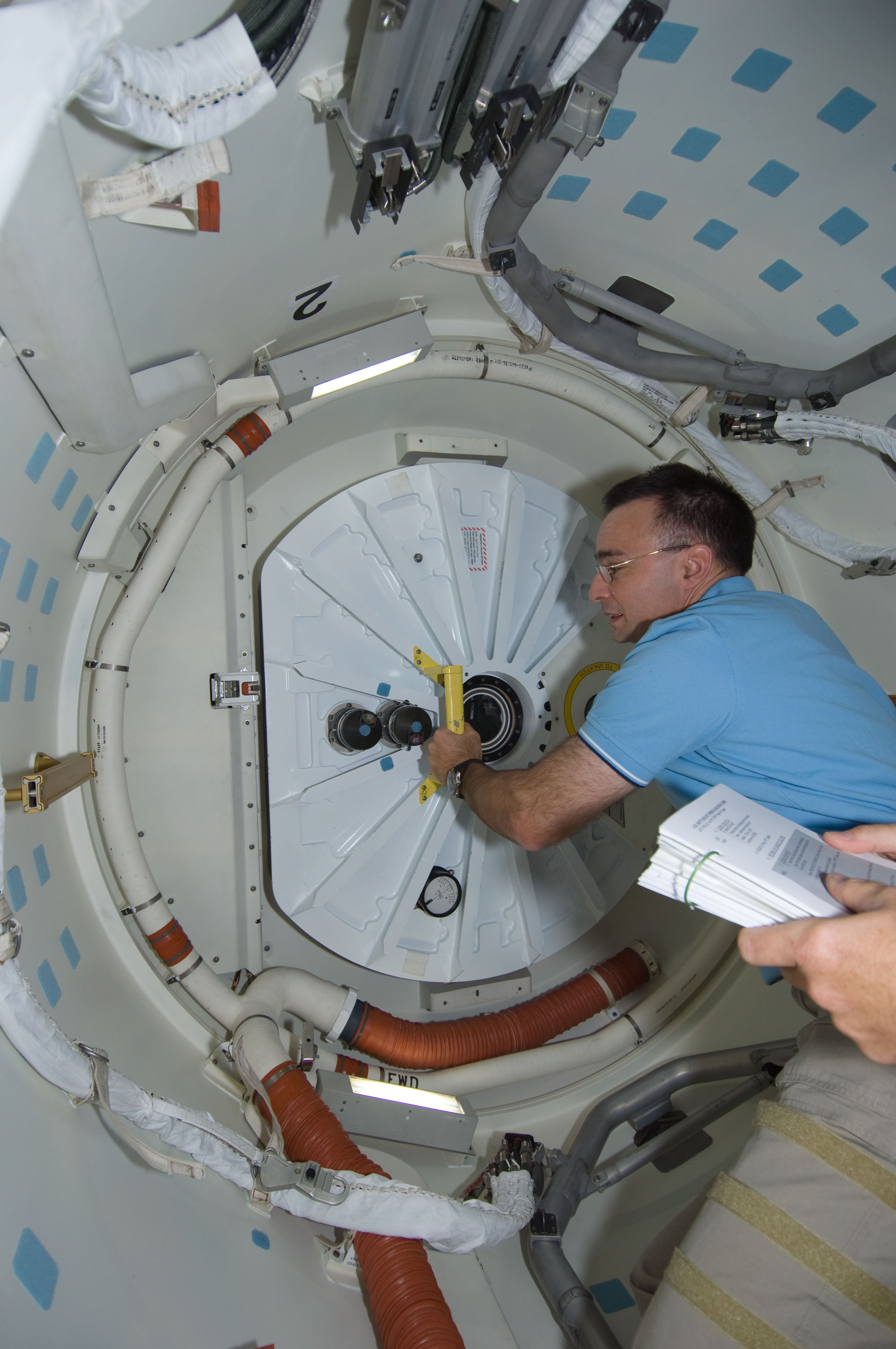
Командир «Дискавери» Ли Аршамбо закрывает люк между шаттлом и МКС 25.03.2009.

Астронавты заканчивали переноску результатов научных экспериментов в шаттл и упаковывали вещи в шаттле. Астронавты перенесли в шаттл образцы воды, которая была получена из отремонтированной системы регенерации. Эта вода будет подвергнута анализу на земле, прежде чем экипаж МКС получит разрешение на её использование.
Люк между станцией и шаттлом был закрыт в 17:59.
В 19:53 шаттл отстыковался от станции. Продолжительность совместного полёта шаттла и станции составила 7 суток 22 часа 33 минуты.
В 20:22 шаттл был на расстоянии в 122 метра (400 футов) от станции. Шаттл начал традиционный облет вокруг станции.
Дважды в 21:09 и в 21:37 включались двигатели шаттла и он ушёл от станции.

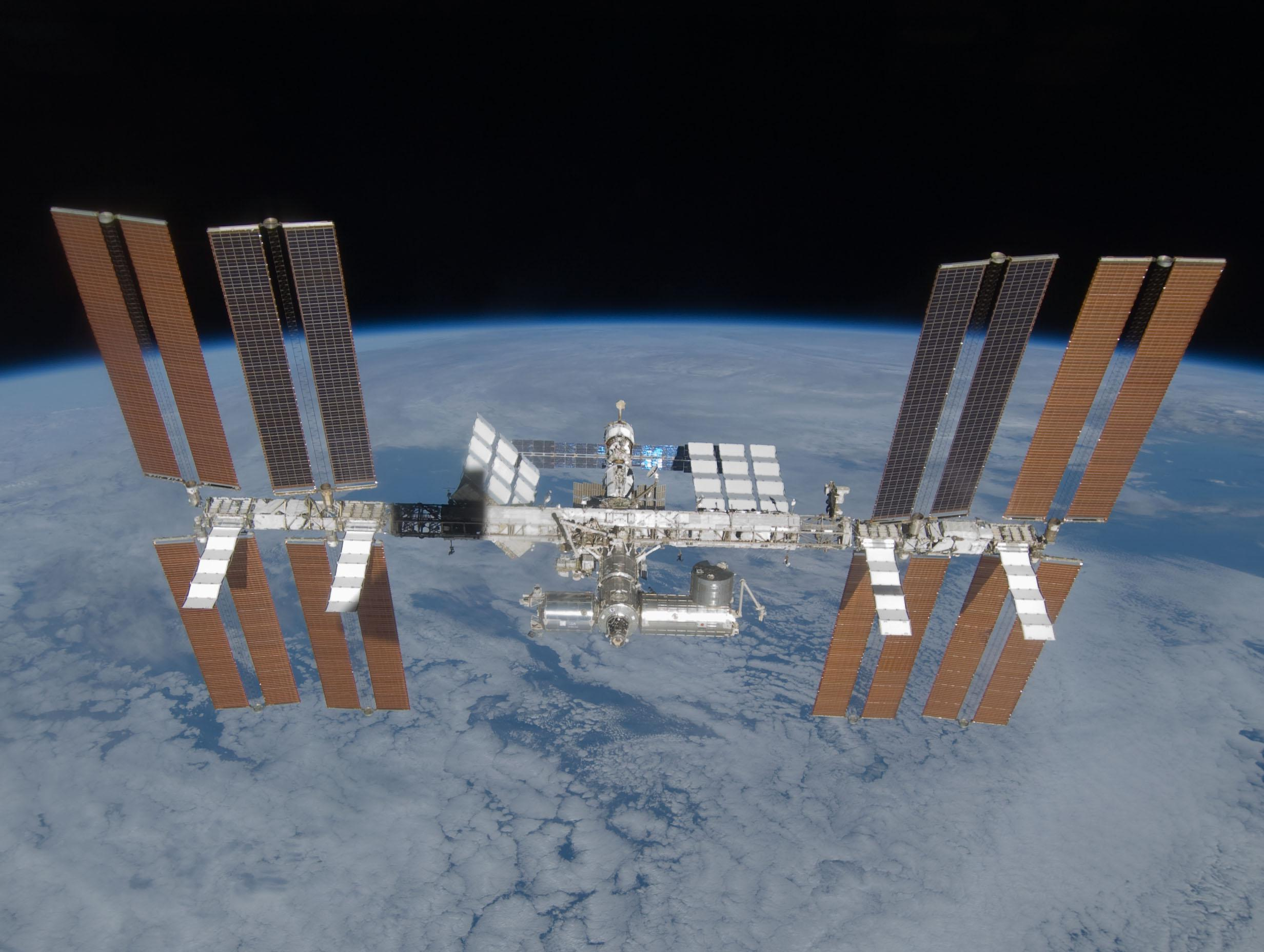
Фото МКС сделанное с шаттла во время облёта 25.03.2009.

### Двенадцатый день полёта
26.03.2009 10:13 — 27.03.2009 01:13
С помощью робота-манипулятора с удлинителем, астронавты обследовали теплозащитное покрытие шаттла. Обследование продолжалось более пяти часов, начиная с 14:15. В 19:30 робот-манипулятор и удлинитель были сложены в грузовом отсеке шаттла.

### Тринадцатый день полёта
27.03.2009 09:13 — 28.03.2009 01:13
Астронавты паковали оборудование, проверяли системы шаттла, которые будут задействованы во время посадки. Приземление шаттла назначено на субботу (28 марта).
Первая возможность для приземления в космическом центре Кеннеди во Флориде — на 201-м витке вокруг земли, тормозной импульс в 16:33:44, приземление в 17:39:42.
Вторая возможность — на 202-м витке, тормозной импульс в 18:08, приземление в 19:13:59.

### Четырнадцатый день полёта
28.03.2009 09:13 — 28.03.2009 19:13
Приземление было запланировано на посадочной полосе № 15 на космодроме на Мысе Канаверал или в 17:40 на 201 витке, или в 19:14 на 202 витке.

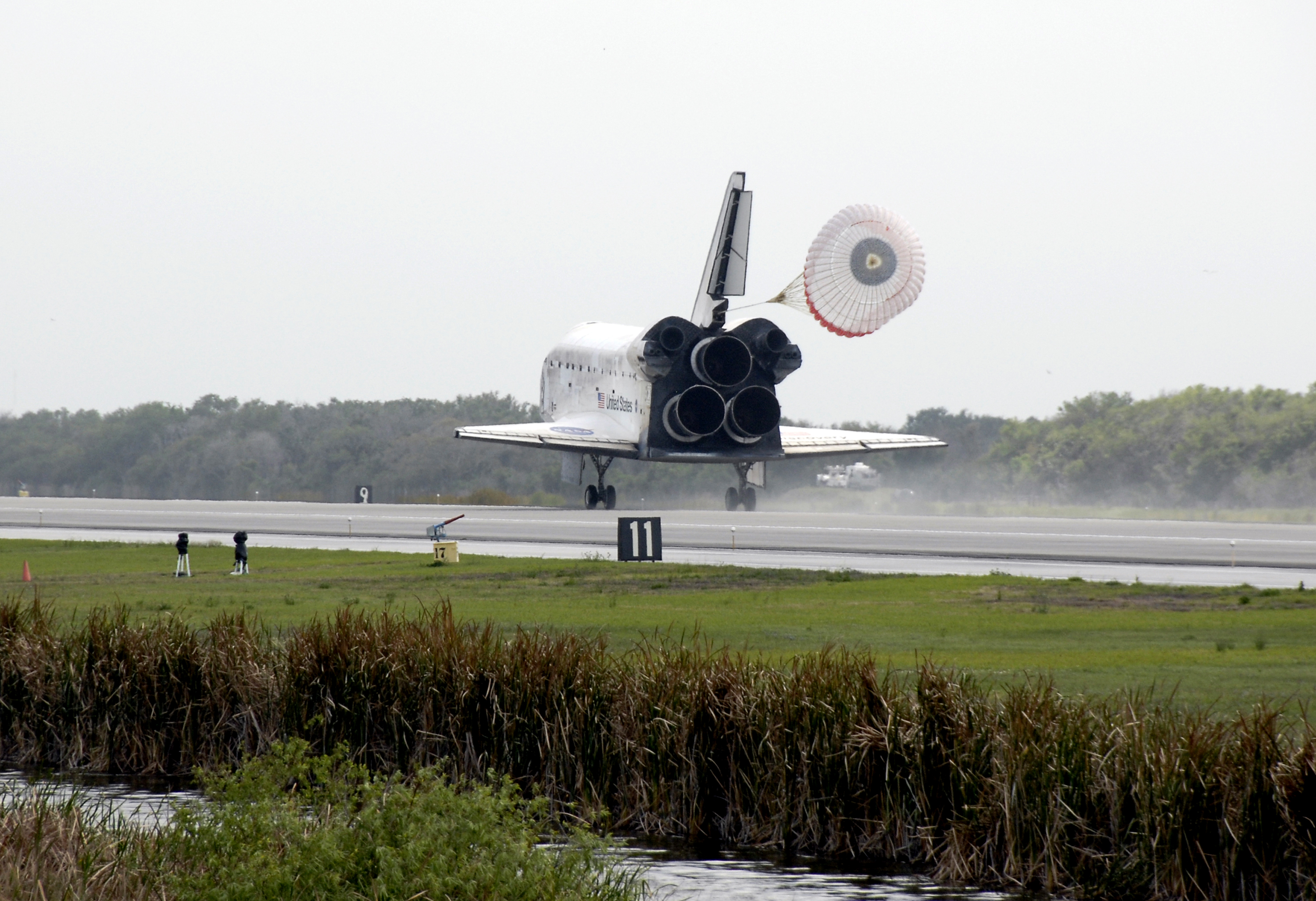
Приземление 28.03.2009.

Ресурсов шаттла было достаточно для продолжения полёта вплоть до вторника (31 марта), поэтому НАСА предполагало в субботу (28 марта) или в воскресенье (29 марта) сажать шаттла в космическом центре Кеннеди во Флориде, и не планировало посадку шаттла на военно-воздушной базе Эдвардс в Калифорнии. Если бы из-за неблагоприятных погодных условий во Флориде шаттл не приземлился бы до понедельника (30 марта), то посадка шаттла была также возможна либо во Флориде, либо в Калифорнии, в зависимости от погодных условий.
Прогноз погоды на субботу во Флориде был на грани допустимой для посадки шаттла: нижняя кромка облаков находилась на предельно низкой (около 1500 метров, 5000 футов) высоте допустимой для посадки, ветер 24 км/ч (13 узлов), допустимое значение — до 39 км/ч (21 узел). Прогноз на воскресенье был ещё более неблагоприятный. Однако в понедельник ожидалось улучшение погоды.

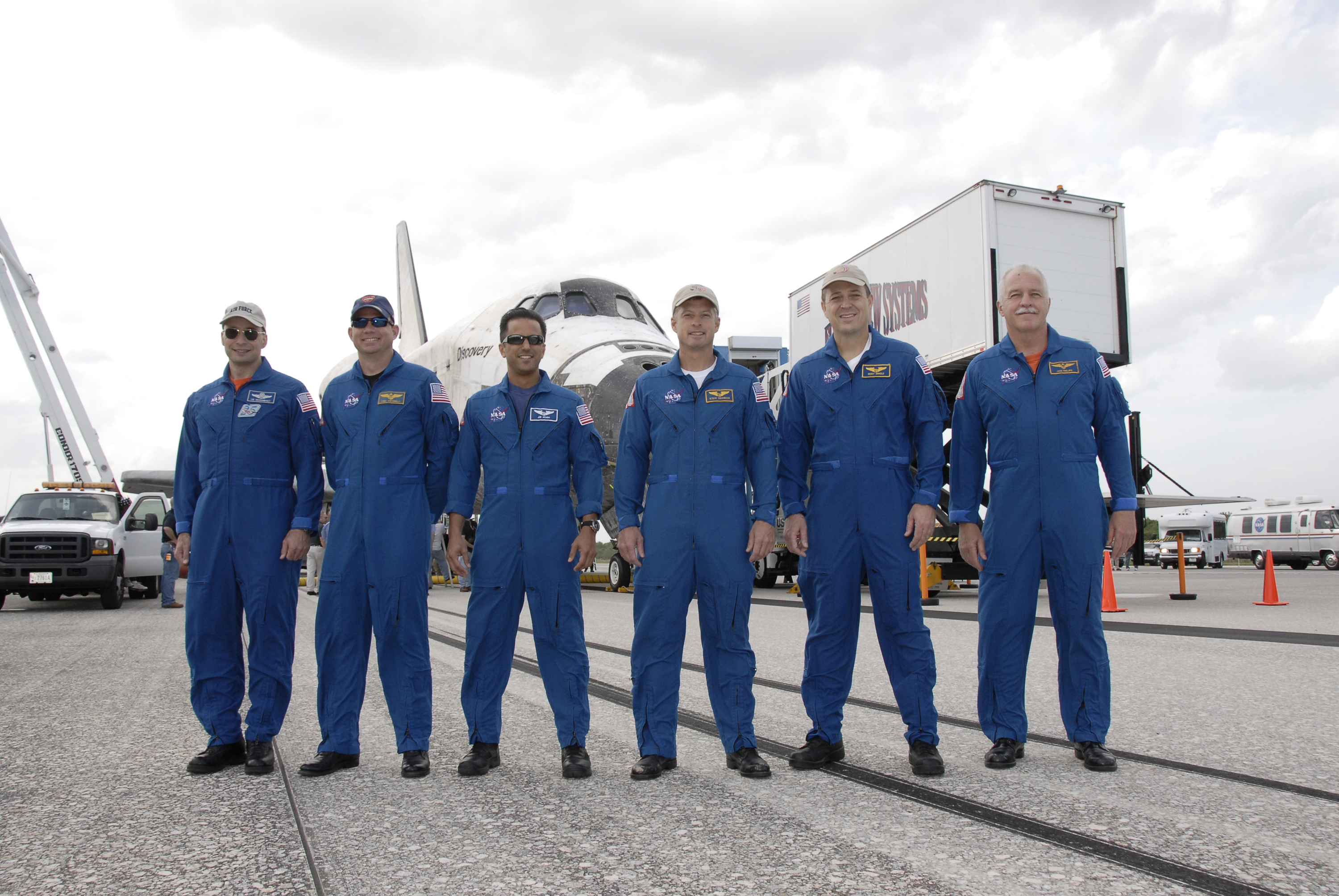
Экипаж «Дискавери» после приземления (слева направо): Аршамбо, Антолнлли, Акаба, Свэнсон, Арнольд, Филлипс 28.03.2009.

В 16:12 из-за низкой облачности и сильного ветра над посадочной полосой на космодроме на мысе Канаверал, первая возможность для приземления «Дискавери» на 201 витке была отменена. Однако, за полтора часа (время одного витка шаттла вокруг земли) погода над космодромом улучшилась. В 17:56 было принято — шаттл будет приземляться на 202 витке.
В 18:08 включены двигатели на торможение. Двигатели отработали 2 минуты 59 секунд, «Дискавери» сошёл с орбиты и начал снижение. В 19 часов 13 минут по Гринвичу (15 часов 13 минут летнего времени восточного побережья США, 22 часа 13 минут московского времени) шаттл «Дискавери» успешно приземлился, закончив свою миссию STS-119. Продолжительность полёта составила 12 суток 29 часов 33 минут.

#### Эксперимент во время приземления
Во время спуска шаттла с орбиты был проведен эксперимент по изучению воздействия турбулентности на теплозащитное покрытие. С этой целью форма одной из плиток теплозащитного покрытия была изменена. На, обычно ровной, поверхности этой плитки был сделан выступ высотой около 1,3 см (0,25 дюйма). Предполагалось, что при входе в плотные слои атмосферы, вокруг выступа возникнет турбулентность, которая приведёт к повышению температуры на поверхности теплозащитного покрытия на 260—315 °C (500—600 °F). Эта экспериментальная плитка располагалась под левым крылом шаттла, приблизительно в трёх (10 футов) метрах от передней кромки крыла.
Во время приземления шаттла, когда он на скорости 8,5 М пролетал над Мексиканским заливом, его днище фотографировали, с помощью инфракрасной камеры, из самолёта, который сопровождал шаттл. После предварительной обработки снимков, выяснилось, что в результате турбулентности, возникшей под влиянием специальной теплозащитной плитки, температура на поверхности поднялась до 1090 °C (2000 °F). Обычно температура в этом районе достигает значений 815—870 °C (1500—1600 °F). Результаты эксперимента будут учитываться при проектировании теплозащитных покрытий космических кораблей, в частности, разрабатываемого в настоящее время в США нового пилотируемого космического корабля «Орион».

## Итоги
Это был 36-й полёт шаттла «Дискавери». До окончательного прекращения полётов шаттлов, НАСА планирует ещё минимум два раза отправлять «Дискавери» в космос. Для «Дискавери» запланированы миссии STS-128 (август 2009 года), STS-131 (апрель 2010 года) и, возможно, STS-133 (февраль — март 2011 года).

## Статистические данные
Экспедиция STS-119 стала:
- 125-м полётом шаттла, начиная с STS-1.
- 100-м пилотируемым полётом после гибели шаттла «Челенджер» (STS-51-L).
- 12-м пилотируемым полётом после гибели шаттла «Колумбия» (STS-107).
- 36-м полётом орбитального модуля Дискавери.
- 28-м полётом шаттла к МКС.